# Kistenpass
Kistenpass (rätoromanska: Pass Lembra) är ett bergspass i Schweiz. Det ligger i kantonen Graubünden, i den östra delen av landet. Kistenpass ligger 2 638 meter över havet.
Passet går mellan topparna Kistenstöckli (Muot da Rubi) och Muttenburg.
Trakten runt Kistenpass består i huvudsak av gräsmarker och alpin tundra. Runt Kistenpass är det glesbefolkat, med 12 invånare per kvadratkilometer.